# کد۴۲
کد۴۲ (انگلیسی: Code42) شرکت نرم‌افزار آمریکایی است، که در سال ۲۰۰۱ تأسیس شد.